# Nusa Ceningan

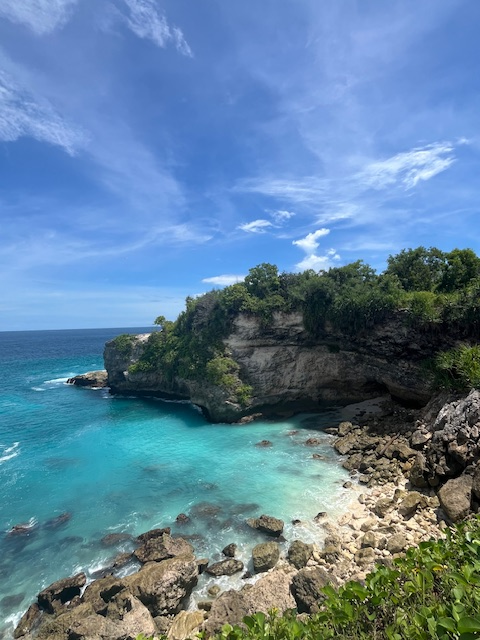
Ceningan

Nusa Ceningan est une île située au sud-est de Bali, entre Nusa Lembongan et Nusa Penida dans le kabupaten de Klungkung (province de Bali), en Indonésie. 

## Administration
Administrativement, Nusa Ceningan a un statut de kelurahan et compose, avec Nusa Lembongan et Nusa Penida le kecamatan insulaire de Nusa Penida dans le kabupaten de Klungkung situé au sud-est de la province de Bali en Indonésie.

## Géographie
L'île a une longueur de 3,9 km et une largeur de 1,1 km, pour une superficie de 3 kilomètres carrés. Elle est située à 15 km de Bali et à 1 km de Nusa Penida. Elle est accessible en bateau depuis Sanur ou par le pont suspendu qui la relie à Nusa Lembongan, uniquement praticable par les piétons et les deux roues. Le canal peu profond qui sépare les deux petites îles est difficilement navigable à marée basse. 
À l'est, le détroit de Lombok sépare les trois îles de celle de Lombok et marque la division biogéographique entre la faune de l'écozone indomalaise et l'Australasie. La transition est connue sous le nom de ligne Wallace, d'après le nom d'Alfred Russel Wallace, qui fut le premier à proposer une transition entre ces deux biomes majeurs. 

## Activités
L'île est une zone de nidification pour les oiseaux. Elle comporte des grottes et on y trouve le pura historique de Bakung. Les vagues sont appréciées pour le surf. 
La population vit à 95 % de la culture des algues. 